# Palplast
Palplast Sibiu este o companie producătoare de țevi și fitinguri din polietilenă (PE) pentru industrie din România.
Compania este controlată de grupul Rompetrol și deține două unități de producție la Sibiu și în Călărași.
În anul 2007 compania deținea o cotă de piață de circa 19% în România și de 35% în Republica Moldova, unde deține pachetul majoritar al unei fabrici de țevi din polietilenă.
Cifra de afaceri în 2007: 6,5 milioane dolari